# Leptophyes lisae
Leptophyes lisae är en insektsart som beskrevs av Heller, K.-g. 1988. Leptophyes lisae ingår i släktet Leptophyes och familjen vårtbitare. IUCN kategoriserar arten globalt som sårbar. Inga underarter finns listade i Catalogue of Life.